# 韩山战斗
韓山戰鬥是于第二次中日战争期间的1938年11月發生在东平县韩山附近的一次战斗。战斗双方为八路军与日军及皇协军。

## 背景
1938年8月，日军占领东平县城（今州城）。同年，八路军东进支队进入东平。11月，日军向东平三区进犯。

## 过程
1938年11月21日，八路军东进支队二团二营四连在东平三区龙王沟遭到日军及皇协军攻击，随连长解庆云组织反击，但敌众我寡，随后二团政委强仁普、副团长孙亚诚率部增援，并通知团长解庆芳带队投入战斗。团长解庆芳率领两个连自东平五区后亭村度过大清河，在韩山（今东平街道东南部）阻击敌军。经8小时激战取得阻击战胜利。

### 直接参考资料
- 山东省东平县志编纂委员会编：《东平县志 （页面存档备份，存于）》，山东人民出版社1898年版。
- 中共东平县委党史办公室、东平县史志办公室编：《灾难与抗争 （页面存档备份，存于）》，ISBN 978-988-98533-5-8，中华文化出版社2015年版。

### 间接参考资料
- 东平县军事志编纂委员会编：《东平县军事志》，内部SDJSZ2010-035-01006，2012年版。
- 中共东平县委党史办公室编：《中共东平地方史》，中国出版社2005年版。